# 根尾村立長嶺小学校越波分校
根尾村立長嶺小学校越波分校（ねおそんりつ ながみねしょうがっこう　おっぱぶんこう）は、かつて岐阜県本巣郡根尾村（現・本巣市）に存在した公立小学校。

## 概要
- 校区は現在の本巣市根尾越波であった。
- 元は黒津小学校越波分校であった。この地区は1959年9月26日伊勢湾台風及び1965年9月15日の集中豪雨で甚大な被害を受けたこともあり、住民の離村による過疎化が進み[注釈 3]、1970年に本校の黒津小学校が廃校。越波分校は長嶺小学校に移り、長嶺小学校越波分校となった。1985年廃止。
- 校舎は現存する。2009年頃にかつての越波地区の旧住民が中心となって改修され、2019年現在、越波集会所として使用されている。

## 沿革
- 1874年（明治7年）3月 - 越波村の民間の土倉を使用し開校[注釈 4]。黒津村と越波村の児童が通学する。正式な学校では無く、寺小屋のようなものであった。
- 1875年（明治8年） - 門脇村に門脇学校が開校。長嶺村、市場村、神所村、中村、門脇村、天神堂村、長島村、黒津村、越波村の児童が通学するが、黒津村と越波村の児童の多数は従来の越波村の学校に通学する。
- 1879年（明治12年）12月 - 新築移転。
- 1882年（明治15年） - 正式に認可され、越波学校となる。校区は黒津村、越波村。
- 1886年（明治19年） - 越波簡易科小学校に改称する。黒津村に黒津簡易科小学校が開校し、黒津村が越波簡易科小学校から離脱。
- 1897年（明治30年）4月1日 - 長嶺村、市場村、神所村、中村、越卒村、門脇村、天神堂村、長島村、黒津村、越波村が合併し、中根尾村が発足。
- 1904年（明治37年） - 黒津簡易科小学校が黒津尋常小学校に改称する。越波簡易科小学校は黒津尋常小学校に統合され、越波分教場となる。
- 1941年（昭和16年）4月1日 - 黒津国民学校越波分教場に改称する。
- 1947年（昭和22年）4月1日 - 根尾村立黒津小学校越波分校に改称する。根尾中学校越波分校を併設する。
- 1960年（昭和35年）4月 - 根尾中学校越波分校を廃止。
- 1970年（昭和45年）3月 - 黒津小学校が長嶺小学校に統合され廃校。越波分校は長嶺小学校に引き継がれる。
- 1972年（昭和47年） - へき地学校4級に指定される。
- 1985年（昭和60年）3月 - 廃止。

## 参考リンク
- ふるさと越波～たった2人だけの集落～